# Brottsofferjouren Sverige
Brottsofferjouren Sverige, tidigare Brottsofferjourernas Riksförbund, BOJ, är en svensk ideell organisation som arbetar för bättre villkor för brottsoffer, anhöriga och vittnen. Arbetet baseras på internationella konventioner avseende mänskliga rättigheter. Inom organisationen arbetar många ideellt.
Brottsofferjourernas Riksförbund bildades 1988. 2014 bytte organisationen namn till Brottsofferjouren Sverige och har nu cirka 60 lokala brottsofferjourer runt om i landet som medlemmar. Brottsofferjourerna ger den som drabbats av brott kostnadsfri och konfidentiell hjälp genom utbildade ideella stödpersoner. Brottsofferjouren driver också vittnesstödsverksamhet vid de flesta tingsrätter och hovrätter i Sverige. De utbildade ideella vittnesstöden erbjuder information och stöd till målsägande och vittnen i samband med rättegång. 
Sedan 1994 ger Brottsofferjouren Sverige ut tidningen Tidningen Brottsoffer, som utkommer med fyra nummer per år i en upplaga om 13 000.
Brottsofferjourer Sverige delar vart annat år ut Brottsofferpriset till en eldsjäl inom brottsofferarbetet. Förutom äran och en prissumma på 5 000 kr delas en staty av Diana Andersson ut. Priset instiftades 2004.

## Pristagare Brottsofferpriset
- 2004 Birger Gustinger, Växjö
- 2005 Björn Lagerbäck, Malmö
- 2006 Tove Treschow, Nordöstra Skåne
- 2007 Kerstin Zaring, Södra Värmland
- 2009 Bengt Laveberg, Trollhättan-Lilla Edet
- 2010 Åke Bond, Borlänge-Gagnef-Säter
- 2011 Jöran Hultman, Ängelholm
- 2013 Rune Andreasson, Vänersborg-Dalsland
- 2015: Ankie Jacobi, Hässleholm-Osby, Perstorp och Marianne Torstensdotter, Värmland

## Brottsofferjourens ordförande
- 1988 - 1989 Björn Lagerbäck
- 1989 - 1990 Per Svensson[1]
- 1991, januari till maj, Bernt Christensson
- 1991 - 1995 Björn Lagerbäck
- 1995 - 2009 Hans Klette
- 2009 - Sven-Erik Alhem